# Uli Hoeneß
Ulrich "Uli" Hoeneß (Ulm, 5 de enero de 1952) es un exfutbolista alemán y expresidente del Bayern de Múnich. Su posición era la de delantero por la izquierda.

## Carrera
Hoeneß nació en Ulm, Baden-Wurtemberg. Comenzó a jugar en el club amateur VfB Ulm. En 1970 Udo Lattek, el entrenador del Bayern de Múnich, fichó a Hoeneß, que permanecería en la escuadra bávara durante una década. Durante este período cosechó numerosos éxitos, ganando la Copa Intercontinental una vez, la Liga de Campeones de la UEFA tres veces, otras cuatro el Campeonato de Fútbol Alemán y una vez la Copa de Alemania. En 250 partidos de la Bundesliga marcó 86 goles. 
En el partido de desempate de la final de la Copa de Europa de 1974 contra el Atlético de Madrid, Hoeneß completó una de sus mejores actuaciones, contribuyendo con dos goles a la victoria alemana por 4 a 0. Estos goles demostraron sus excelentes cualidades para el contraataque. En la final de la Copa de Europa de 1975 contra el Leeds United, sufrió una lesión de rodilla de la cual nunca se recuperaría completamente y que forzó su retirada cuando tenía tan sólo 27 años. En su última temporada fue cedido al FC Nuremberg, donde se esperaba que pudiera disponer de minutos, pero su recuperación fracasó. 
Hoeneß también jugó 35 veces con Alemania. Fue uno de los seis jugadores del Bayern que ganaron la Eurocopa 1972 y la Copa Mundial de 1974. En la final de dicho mundial, cometió un penalti sobre Johann Cruyff durante los primeros minutos de partido que permitió adelantarse a los Países Bajos. En la final de la Eurocopa 1976 en Belgrado contra la selección de Checoslovaquia, erró la pena máxima decisiva de la tanda de penaltis, lanzando el balón por encima del larguero.
Hoeneß mantuvo su ficha federativa como amateur hasta 1972, lo que le permitió participar en los Juegos Olímpicos de ese año. Formó parte de la selección olímpica alemana junto con el más tarde entrenador del Bayern, Ottmar Hitzfeld. El equipo alemán no se clasificó para las semifinales del torneo debido a una derrota en cuartos por 2-3 contra la Alemania Oriental, partido en el que Hoeneß marcó su único gol del torneo. Este partido también fue el primero en el que se enfrentaron los equipos nacionales de Alemania Oriental y Alemania Occidental.
En 1979 fue nombrado director general/comercial del Bayern de Múnich, donde ha supervisado un período durante el cual el club ha tenido mucho éxito, ganando la Copa Intercontinental, la Liga de Campeones de la UEFA, la Copa de la UEFA, quince campeonatos alemanes y siete Copas Alemanas. Durante este tiempo el club ha crecido mucho desde el punto de vista económico: los ingresos del club se incrementaron aproximadamente por un factor de 20 y el número de socios se multiplicó por diez hasta superar los 100.000, haciendo del Bayern el segundo club de fútbol más grande del mundo por número de socios. Entre 2000 y 2005, el Bayern construyó su propio estadio de fútbol, el Allianz Arena, con un costo de €340 millones; el Allianz Arena fue sede de la Copa Mundial de 2006.
En sus carreras como jugador y director general Hoeneß ha participado en dos Copas Intercontinentales y cuatro Copas de Europa, 17 campeonatos nacionales y nueve copas nacionales, además de una Copa de la UEFA. Antes de que Hoeneß llegara, el club había ganado un total de siete trofeos importantes. Tomó el relevo de Franz Beckenbauer como presidente del FC Bayern e.V el 27 de noviembre de 2009 y fue elegido presidente del Consejo de Administración del FC Bayern München AG el 4 de marzo de 2010. Ha hecho relevantes declaraciones sobre las deudas a Hacienda, impagadas, de los clubes de fútbol de España.
Uli Hoeneß ha sido un destacado innovador dentro de la Bundesliga, especialmente en el ámbito de las televisiones. Fue nombrado varias veces "Directivo del año". Tras ser galardonado en los Premios del Deporte de Baviera de 2006 con la "Pirámide dorada del deporte", así como de la Fundación Alemana de Ayuda al Deporte (2009) y el Bambi en la categoría "economía", entró a formar parte en el "Hall of Fame" del deporte alemán. Como directivo, miembro de la Junta Directiva y presidente ha celebrado Hoeneß 39 títulos con el primer equipo, entre ellas la Champions League y la Intercontinental de 2001, la UEFA de 1996, 17 ligas y copas de Alemania.
En marzo de 2014, renunció al cargo como presidente del club Bayern de Múnich.

## Clubes
| Club             | País             | Año       | Partidos | Goles |
| ---------------- | ---------------- | --------- | -------- | ----- |
| FC Bayern Múnich | Alemania Federal | 1970-1978 | 239      | 89    |
| 1. FC Nürnberg   | Alemania Federal | 1978-1979 | 11       | 0     |

## Palmarés

### Campeonatos nacionales
| Título           | Club          | País     | Año     |
| ---------------- | ------------- | -------- | ------- |
| Copa de Alemania | Bayern Múnich | Alemania | 1970-71 |
| Bundesliga       | Bayern Múnich | Alemania | 1971-72 |
| Bundesliga       | Bayern Múnich | Alemania | 1972-73 |
| Bundesliga       | Bayern Múnich | Alemania | 1973-74 |

### Campeonatos internacionales
| Título                 | Equipo                | Sede           | Año     |
| ---------------------- | --------------------- | -------------- | ------- |
| Eurocopa               | Selección de Alemania | Bélgica        | 1972    |
| Copa Mundial de Fútbol | Selección de Alemania | Múnich         | 1974    |
| Copa de Europa         | Bayern Múnich         | Bruselas       | 1973-74 |
| Copa de Europa         | Bayern Múnich         | París          | 1974-75 |
| Copa de Europa         | Bayern Múnich         | Glasgow        | 1975-76 |
| Copa Intercontinental  | Bayern Múnich         | Belo Horizonte | 1976    |

### Distinciones individuales
| Distinción                              | Año     |
| --------------------------------------- | ------- |
| Equipo del Torneo de la Eurocopa        | 1972    |
| Equipo de la temporada de la Bundesliga | 1973-74 |

## Evasión fiscal
El 14 de marzo de 2014, Uli Hoeneß se declaró culpable con total responsabilidad ante el gobierno alemán por evasión fiscal. 
"Tras hablar con mi familia he decidido aceptar la sentencia de la Audiencia Provincial de Múnich II en lo referente a mi situación tributaria. He encargado a mis abogados que no interpongan recurso. Considero que cumplir con la sentencia es algo que corresponde a lo que yo entiendo por decencia y responsabilidad personal. La evasión de impuestos ha sido el error de mi vida y asumo las consecuencias. Además, renuncio de inmediato a los cargos de presidente del FC Bayern München e.V y miembro del Consejo de Administración del FC Bayern München AG para evitar daños a mi club. El Bayern es el trabajo de mi vida y siempre estará ahí. Siempre estaré unido, mientras viva, a este grandísimo club y a su gente. Quiero agradecer a mis amigos y a los seguidores del FC Bayern el apoyo que me han prestado durante este duro trance."   

## Vida privada
- En 1982 Hoeneß fue el único superviviente de un accidente de avioneta en el que murieron tres personas. Hoeneß, que en el momento de la colisión dormía en la parte trasera de la nave, sólo sufrió heridas de poca gravedad. Una hora después del accidente, un guardabosque encontró a Hoeneß, quien caminaba de forma errática y desorientada. El guardabosque, que le reconoció, informó de que lo único que él podía murmurar era "tengo mucho frío". Hoeneß no tiene ningún recuerdo del accidente. Se dice que esta supervivencia "milagrosa" cambió su vida y le convirtió en una persona más compasiva que ayudó a muchos jugadores del Bayern de Múnich a superar malos momentos, incluyendo a Gerd Müller
- Hijo de un carnicero, Hoeneß es copropietario de una fábrica de Bratwürste situada en Núremberg.
- Su hermano, Dieter Hoeneß, también tuvo mucho éxito como jugador en la Bundesliga y fue director general del Hertha BSC Berlin.
- Se declaró culpable por evasión fiscal en marzo del 2014, por lo cual renunció al cargo de presidente del club de fútbol Bayern de Múnich, y es sentenciado a 3 años y medio de confinamiento en la Prisión de Landsberg, situada a 65 kilómetros al oeste de Múnich.